# 赤沢氏
赤沢氏（あかざわし）は、日本の氏族の一つ。清和源氏（河内源氏の庶流甲斐源氏）の流れをくむ小笠原氏の庶流。発祥は伊豆だが、早期に信濃に移った。江戸幕府旗本となった系統は小笠原に復姓し、子孫は小笠原流弓馬術礼法宗家となっている。

## 出自
『寛政重修諸家譜』第187巻「小笠原諸流系図」や第194巻、『系図総覧』「小笠原系図」によると、小笠原氏の初代小笠原長清の嫡男長経の次男清経が、伊豆国田方郡赤沢郷（現・静岡県伊東市赤沢）を本貫として赤沢氏を称したのに始まる。また、初代清経が伊豆守に任ぜられたことから、以後の当主も伊豆守を称することが多い。
『尊卑分脈』は小笠原長経の子として清経をあげておらず、小笠原長清の子、長経の兄弟として清経の名前が見えるが、赤沢氏との関連を示す注記は記されていない。

## 概要
初代清経は伊豆より信濃国埴科郡埴生（現・長野県千曲市）に移住し、以後子孫は主に信濃を本拠とした。4代長興は宗家小笠原長氏の子、8代満経の娘は小笠原持長に嫁すなど、宗家とは密接な関係にあった。
建武2年（1335年）の中先代の乱において、赤沢常興は小笠原貞宗に従って信濃に出陣し船山守護所を襲撃した北条残党勢の鎮圧にあたり、この時の武功により信濃筑摩郡浅間郷と更級郡四宮荘北条（塩崎）を与えられ、塩崎城を構えて居城とした。
明徳2年（1391年）の明徳の乱では赤沢武経が小笠原長基に従って出陣し、将軍足利義満より感謝状と太刀を下賜された。
応永7年（1400年）の大塔合戦で赤沢一族は小笠原長秀方として参陣して長秀は敗北し逃亡するが一族は残留。
永享12年（1440年）に結城合戦に参加した信濃武士の記録（結城御陣番帳）の17番目に「赤沢殿」の名前が残されている。
小笠原政康の死後に起きた小笠原家の内紛では、持長（府中家）に味方して漆田原の戦いで勝利するが、赤沢教経（対馬守）が戦死を遂げている。
教経の跡を継いだ朝経は、家督を嫡男の政経に譲って父の赤沢経隆や弟の赤沢幸純（福王寺・大和守）とともに上洛している。管領細川政元の重臣として山城・大和・河内方面で養子の長経と共に活躍する。
なお、朝経らが上洛する以前から、応永19年（1412年）の「大伝法院領和泉国信達庄沙汰次第事」中の阿波殿奏者赤沢三郎、康正2年（1456年）の細川持賢の関東への出兵催促状に見える赤沢新蔵人政吉、長禄2年（1458年）の小笠原政康の出陣要請に見える赤沢政吉、延徳元年（1489年）に細川政元主催の犬追物に参加している赤沢兵庫助、細川典厩家の被官人として見える赤沢兵庫助政真など、赤沢氏の人物が細川氏の周辺で活動していたことが確認されている。
しかし永正4年（1507年）の政元の暗殺と共に朝経は丹後で敗死（永正の錯乱）、生き残った長経も翌永正5年（1508年）に処刑され、河内にいた政経も戦いに敗れて永正6年（1509年）に信濃に戻る。
四宮荘南条（桑原・稲荷山方面）には庶流を入れ小坂城を築かせ桑原氏を名乗らせるが、この桑原氏は次第に力を増し四宮荘北条（塩崎城）をも支配するようになって塩崎氏を名乗る。
甲斐の武田氏による信濃侵攻に対して小笠原家に与して抵抗するが、小笠原長時が塩尻峠での敗戦（天文17年1548年）に続き天文19年（1550年）には本拠地林城を失う没落によって赤沢氏も信濃を去ることになる。
政経の後を継いだ時の当主経智は息子長勝・経直（小笠原貞経）を伴って長時と共に同族である三好長慶を頼って上洛するが、永禄元年（1558年）に長勝は北白川の戦いにおいて討死、貞経は奥州の相馬氏に身を寄せた。
その後、慶長9年（1605年）に貞経が徳川家康に500俵で召し出され、小笠原に復姓した。
一方、信濃に残留して武田氏に仕えた浅間の赤沢一族もあり、『武田分限帳』に軍役40騎を務めた記録が残されている。
武田氏滅亡後は長時の子小笠原貞慶に帰属するが、後に上杉景勝に通じて謀反を起こし滅亡したとされる小笠原洞雪斎の名も知られる。
貞経は小笠原宗家の長時・貞慶父子より、「糾方内儀外儀」（弓馬術礼法）と「師範」の許状を受けたとされる。
2代後の小笠原直経は家伝の故実書を台覧に供しており、その子常春の時には将軍家の姫の輿入れを任された。以降の子孫も将軍家の儀礼を沙汰している。
また徳川吉宗により復興された流鏑馬・笠懸の式は常春に預けられ、近侍の家臣に師範するよう命ぜられ、以後、代々幕府の弓術師範（騎射）家となった。
幕末の当主常正（清務）は文久２年（1862年）の和宮降嫁の御用掛を務めた。
明治維新以降も引き続き弓馬術礼法に従事し、清務は明治12年（1879年）に吹上御苑で流鏑馬を、上野公園で騎射を天覧に供した。
```
明治13年（
1880年
）、東京
神田
に「弓馬術礼法小笠原教場」を開設し、従来は武家層に限られていた家伝を一般にも教授したほか、
東京女子師範学校
、 
女子学習院
などでも礼法を教授した
[
12
]
。
```

現在、小笠原清忠が小笠原流弓馬術礼法三十一世宗家である。